# Unnaryds torg
Unnaryds torg är en återkommande marknad i tätorten Unnaryd i västra Småland. Marknaden har sedan 1856 ägt rum den andra onsdagen varje månad, för närvarande från och med mars till och med december. Marknaden i juli är årets största med över 100 knallar och sammanträffar med ortens stora festdag kallad Unnarydsdagen.